# ホーチミン・メトロ
ホーチミン・メトロ（Ho Chi Minh City Metro、ベトナム語: Đường sắt đô thị Thành phố Hồ Chí Minh）は、ベトナム・ホーチミン市で運行している鉄道である。計画では、高速都市鉄道8路線、路面電車1路線、そしてモノレール2路線を整備する予定である。1号線は2012年に建設が始まり、2024年12月22日に開業した。

## 概要
ベトナム最大の都市であるホーチミン市は、人口の急激な増加及び急激な経済発展に伴い、1957年のサイゴン市電廃止以降に市民の足であったバイクや自動車による大気汚染と交通渋滞が社会問題化していたが、鉄道を軸とした新たな交通手段の切り札として都市鉄道建設が登場した。ベトナム国営ゼネコンと住友商事などの日本企業が共同事業体を組み発注したことで、現地の雇用創出も期待されている。
2016年1月現在、ベンタイン市場から スオイティエン駅までの1号線 (19.7 km)、ベンタイン市場からタンソンニャット国際空港経由、タムルオンの車両基地までの2号線 (11.3km) の2本の工事に着工している。さらなる延伸が計画されており、最終的に8本176の駅ができる予定。終着駅は地方へ向かうバスターミナルと接続される予定。
2006年11月28日、アジア開発銀行は、日本国政府の拠出による日本特別基金から、ホーチミン市地下鉄建設事業に対し、170万米ドルの援助を行うと発表した。
2014年11月、ホーチミン市人民委員会はグエン・タン・ズン首相に対し、同市都市鉄道（メトロ）1号線（ベンタイン - スオイティエン間）の完工時期を2019年に、運行開始時期を2020年に延期する旨の報告書を提出した。同案件は、2011年の時点で2017年に完工、2018年に運行開始とされていたもので、予定より更に2年先送りされることとなった。
なお、同年7月にベンタイン駅の建設が着工しており、完成すれば、地下道を通って商業ビル「ザ・ワン」と接続する予定である。
その後同市の都市鉄道（メトロ）1号線（ベンタイン - スオイティエン間）の開通時期が、当初の予定より1年遅れて2021年初めになるとの見通しを発表した。更に2020年11月段階では、2021年末、2021年10月段階では、2023年以降と伝えられている。
1号線の車両と車両基地の検修設備は日立製作所が納入する。また、同社は5年間の車両保守も請け負う包括的な契約を結んでいる。2020年10月、最初の車両が納入された。

## 整備中の路線

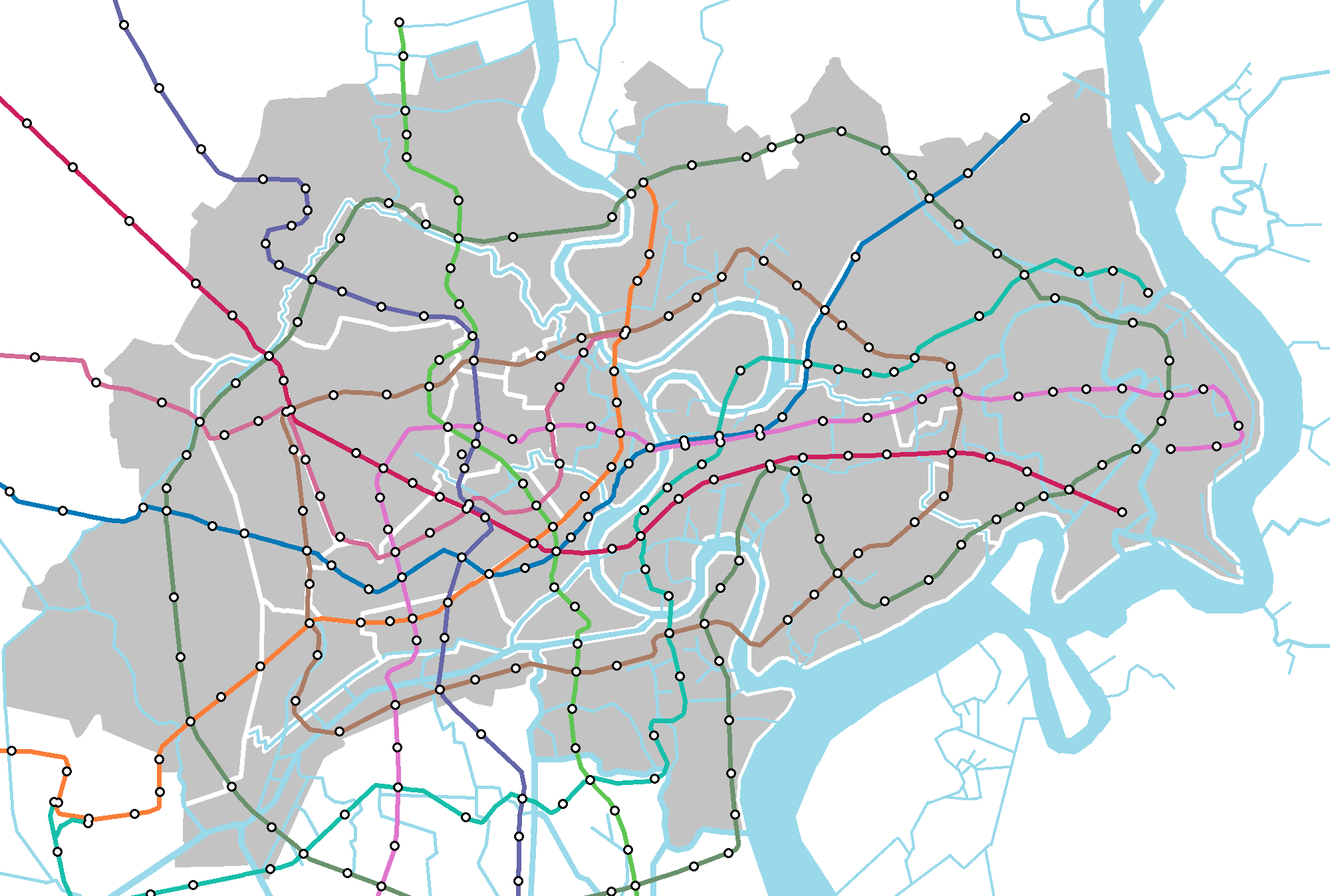
ホーチミン市にて計画中の路線網

2013年4月8日に承認された決定No.568/QĐ-TTg によると、ホーチミンで計画されている路線は以下の通りである

| 記号       | 路線番号        | 路線名             | 区間 (所在地)                   | 区間 (所在地)                         | 開業日、開業予定年          | 駅数   | 長さ(km) | 状況     |
| メトロ     | メトロ          | メトロ             | メトロ                          | メトロ                                | メトロ                      | メトロ | メトロ   | メトロ   |
| ---------- | --------------- | ------------------ | ------------------------------- | ------------------------------------- | --------------------------- | ------ | -------- | -------- |
| S          | 1号線           | サイゴン線         | ベンタイン (1区)                | スオイティエン (トゥドゥック市)       | 2024年12月22日              | 14     | 19.7     | 開業済み |
| B          | 2号線           | バクェオ線         | 北西市街地 (クチ県)             | トゥーティエム (トゥドゥック市)       | 2030                        | 42     | 48       | 工事中   |
| K          | 3A号線          | タンキエン線       | ベンタイン (1区)                | タンキエン (ビンチャイン県)           | 2031（第1期） 2034（第2期） | 17     | 19.8     | 計画中   |
| N          | 3B号線          | ティンゲ線         | コンホア交差点 (3区)            | Hiep Binh Phuoc (トゥドゥック市)      | 未定                        | 11     | 12.1     | 計画中   |
| G          | 4号線           | ゴーヴァップ線     | タインスアン (12区)             | ヒエップフオック (ニャベ県)           | 未定                        | 32     | 36.2     | 計画中   |
| T          | 4B号線          | タンソンニャット線 | ザーディン公園 (ゴーヴァップ区) | Lăng Cha Cả (タンビン区)              | 未定                        | 3      | 5.2      | 計画中   |
| T          | 4B-1号線        | タンソンニャット線 | Hoàng văn Thụ (タンビン区)      | タンソンニャット国際空港 (タンビン区) | 未定                        | 2      | 1.5      | 計画中   |
| C          | 5号線           | カンジュオク線     | サイゴン橋 (ビンタン区)         | Bến xe Cần Giuộc mới (ビンチャイン県) | 2030                        | 22     | 26.0     | 計画中   |
| Đ          | 6号線           | ダムセン線         | Phú Lâm (6区)                   | バクェオ (タンビン区)                 | 未定                        | 7      | 5.6      | 計画中   |
| 路面電車   |                 |                    |                                 |                                       |                             |        |          |          |
| T1         | トラム1号線     | トラム1号線        | バソン (1区)                    | 新東部バスターミナル駅 (ビンタン区)   | 未定                        | 23     | 12.8     | 計画中   |
| モノレール |                 |                    |                                 |                                       |                             |        |          |          |
| M2         | モノレール2号線 | モノレール2号線    | Thanh Đa (ビンタイン区)         | グエン・ヴァン・リン (ビンチャイン県) | 未定                        | 17     | 27.2     | 計画中   |
| M3         | モノレール3号線 | モノレール3号線    | ゴヴァップ (ゴーヴァップ区)     | タンチャインヒエップ (12区)           | 未定                        | 8      | 16.5     | 計画中   |
| 合計       | 合計            | 合計               | 合計                            | 合計                                  | 合計                        | 175    | 225.5    |          |

## 参加企業
- モスクワ地下鉄建設総公社（ロシア） - 鉄道建設計画準備委員会から建設案作成の許可を得た。どの路線案を作成依頼するかは市が決定し、費用はロシア側が負担する。
- Jobrus社（ロシア） - 地下鉄建設計画について市や関連当局と話し合う。
- シーメンス（ドイツ） - グループは市と協力し、投資総額8億7,600万ドルで建設の提案している。
- 三井（日本） - ホーチミン市人民委員会委員長にプロジェクト参加の意向を伝えた。
- 住友商事 - 高架土木および車両基地など土木工事。総延長19.7 kmの1号線建設計画のうち、11駅を含む17.2 kmの高架土木および車両基地の建設[1]。
- サムスン（韓国） - ロテム社と共同で参加の意向を表明。

### カントリーリスク
2024年の開業は、当初計画から約10年の遅れとなった。煩雑な行政手続きなどによる工期の遅れ、日本企業への工事費支払い遅延などが主な理由であり、日本の駐ベトナム大使は「外国企業がリスクとみなし、市場参画に尻込みする可能性がある」と釘を刺した。参画した企業の一つである日立製作所は、2023年に工事の遅れで費用がかさんだなどとして、ベトナム国際仲裁センターを介してホーチミン市側に4兆ドン（約240億円）を請求する申し立てを行っている。

## 新東部バスターミナル
サイゴン交通運輸機械総公社（SAMCO＝サムコ）により、ホーチミン市9区には既存の東部バスターミナルに替わり、16ヘクタールの規模の新たなバスターミナルが建設される。敷地全体のインフラ整備とともに、バスターミナルのほか駐車場、乗降場、廃水処理場を併設し、2017年末をめどに竣工。完成後は、都市鉄道1号線（ベンタイン - スオイティエン間）および各路線バスと接続し、利便性が大幅に向上する。既存バスターミナル跡地には、路線バス、観光用車両の駐車場、ホテル、ショッピングセンター、賃貸オフィスなどを併設する複合商業施設を建設する計画。